# Earias parallela
Earias parallela är en fjärilsart som beskrevs av Lucas 1898. Earias parallela ingår i släktet Earias och familjen trågspinnare. Inga underarter finns listade i Catalogue of Life.

## Bildgalleri

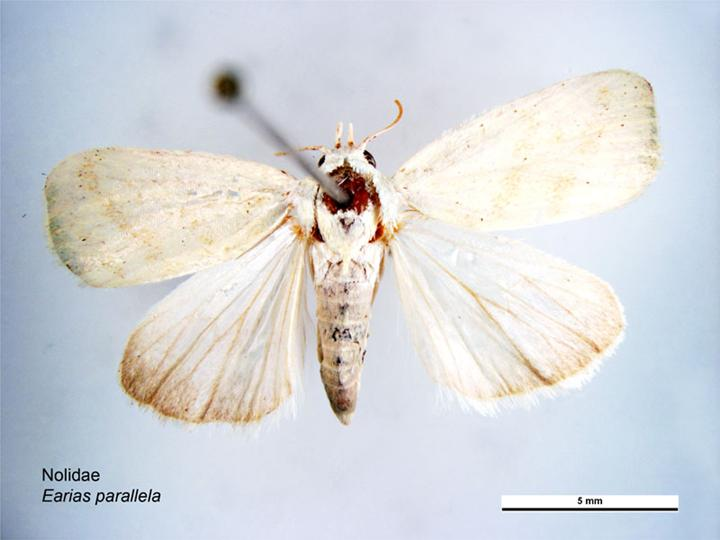
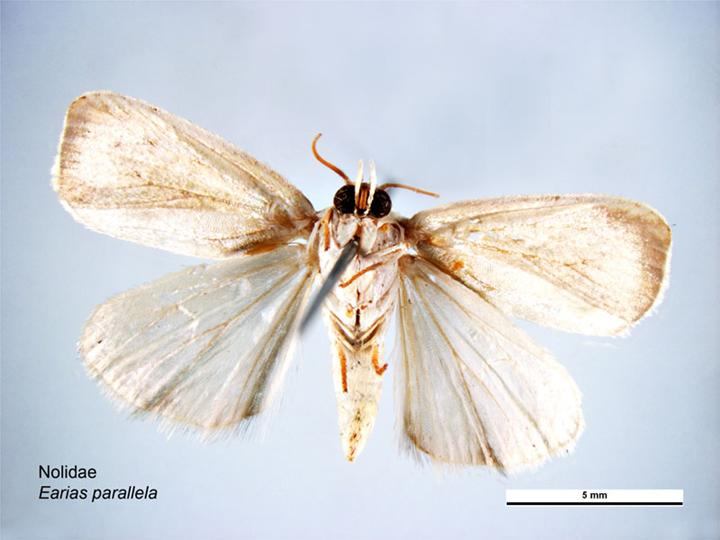